# Angelo Peruzzi
Angelo Peruzzi (ur. 16 lutego 1970 w Blerze) – włoski piłkarz, grający na pozycji bramkarza.
Jest wychowankiem AS Romy, ale w seniorskiej drużynie tego klubu, w ciągu czterech sezonów rozegrał tylko szesnaście meczów. W wieku dwudziestu jeden lat przeszedł do Juventusu, gdzie początkowo był zmiennikiem Stefano Tacconiego. Miejsce w pierwszej jedenastce wywalczył na początku rozgrywek 1992–1993. W barwach zespołu ze stolicy Piemontu spędził dziewięć lat, i chociaż w tym czasie jego rywalami o miejsce w składzie byli m.in. Michelangelo Rampulla i Andreas Isaksson, przez całe lata 90. był pierwszym bramkarzem. W tym czasie, oprócz licznych osiągnięć zespołowych (m.in. trzy tytuły mistrza kraju, Puchar UEFA, Puchar Mistrzów, Puchar Interkontynentalny i Superpuchar Europy), zdobył wiele wyróżnień indywidualnych, np. dwukrotnie tytuł najlepszego bramkarza Serie A (1997 i 1998). W 1999 roku postanowił wraz ze swoim trenerem Marcello Lippim odejść z Juventusu do Interu Mediolan, ale sezon spędzony w tym klubie okazał się mało owocny (4. miejsce w lidze), dlatego na początku kolejnych rozgrywek trafił do ówczesnego mistrza Włoch S.S. Lazio. Mimo poważnych kłopotów finansowych, które spowodowały wyprzedaż najlepszych piłkarzy i tym samym wypadnięcie Lazio z czołówki włoskiej ekstraklasy, Peruzzi występował w barwach tego zespołu przez siedem lat. Tam też – 19 lipca 2007 roku – w wieku trzydziestu siedmiu lat zakończył piłkarską karierę. Kilka tygodni wcześniej otrzymał trzecią już nagrodę dla najlepszego bramkarza ligi.
W reprezentacji Włoch zadebiutował w marcu 1995 roku, w spotkaniu eliminacji do Euro 1996 z Estonią. Pierwszym bramkarzem drużyny narodowej był w latach 1995–1997: grał we wszystkich trzech meczach Euro 1996 oraz w kwalifikacjach do mundialu 1998 (7 spotkań na 10). Jednak na mistrzostwa nie pojechał z powodu kontuzji mięśni. Kiedy po turnieju selekcjonerem został Dino Zoff starsi bramkarze (Peruzzi i Gianluca Pagliuca) musieli ustąpić miejsca młodszym – Gianluigiemu Buffonowi i Francesco Toldo. Peruzzi od tej pory w kadrze występował sporadycznie, nie zadowolony z roli rezerwowego odmówił Giovanniemu Trapattoniemu wyjazdu na mundial 2002. Dopiero kolejny trener kadry Marcello Lippi, który wcześniej prowadził Peruzziego w Juventusie, namówił go do powrotu do reprezentacji. Zawodnik Lazio wyjechał na mundial 2006 i – jako zmiennik Buffona – zdobył mistrzostwo świata. Krytycy jego umiejętności bramkarskich, których przybyło szczególnie po nieudanych dla Włochów Euro 1996, zarzucali mu słabe warunki fizyczne (181 cm wzrostu), ociężałość (w ciągu kariery piłkarskiej ważył ok. 90 kg) i niepewną grę na przedpolu. Równie często wypominano, iż na początku lat 90. został ukarany za stosowanie niedozwolonych specyfików.

## Sukcesy piłkarskie
- mistrzostwo Włoch 1995, 1997 i 1998, Puchar Włoch 1995, Superpuchar Włoch 1995 i 1997, Puchar UEFA 1993, finał Pucharu UEFA 1995, Puchar Mistrzów 1996, finał Ligi Mistrzów 1997 i 1998, Puchar Interkontynentalny 1996 oraz Superpuchar Europy 1996 z Juventusem
- Puchar Włoch 2004 z Lazio
- mistrzostwo świata 2006 (jako rezerwowy), udział w Euro 1996 (trzy mecze, faza grupowa) i Euro 2004 (jako rezerwowy, faza grupowa) z reprezentacją Włoch
- mistrzostwo Europy 1992 z reprezentacją Włoch U-21